# Donjeux (Haute-Marne)
Donjeux település Franciaországban, Haute-Marne megyében. Lakosainak száma 381 fő (2022. január 1.). Donjeux Gudmont-Villiers, Mussey-sur-Marne, Rouvroy-sur-Marne, Saint-Urbain-Maconcourt, Vaux-sur-Saint-Urbain és Doulaincourt-Saucourt községekkel határos.

## Népesség
A település népességének változása:
| Lakosok száma | 438  | 483  | 452  | 403  | 352  | 380  | 386  | 390  | 392  | 381  |
|               | 1968 | 1982 | 1990 | 2006 | 2013 | 2015 | 2017 | 2019 | 2020 | 2022 |